# Tiputini
Tiputini ist eine Ortschaft und eine Parroquia urbana („städtisches Kirchspiel“) im Kanton Aguarico der Provinz Orellana im Nordosten der Republik Ecuador. Die Parroquia Tiputini besitzt eine Fläche von 588 km². Die Einwohnerzahl lag im Jahr 2010 bei 1597. Der Hauptort Tiputini ist Sitz der Kantonsverwaltung und befindet sich am linken Flussufer des Río Napo. Anderthalb Kilometer nördlich von Tiputini befindet sich ein Flugplatz (IATA: TPN; ICAO: SETI) mit einer knapp 1 km langen Landebahn. Zum Verwaltungsgebiet gehören 9 Kommunen: Tiputini, Vicente Salazar, San Carlos, Boca Tiputini, Pandochita, Puerto Miranda, Yanayacu, Patas urcu und Llanchama.

## Lage
Die Parroquia Tiputini liegt im Amazonastiefland nahe der Grenze zu Peru. Der Río Napo durchquert den Osten des Gebietes in südöstlicher Richtung. Der Río Tiputini begrenzt die Parroquia im Nordwesten und durchquert im Anschluss das Gebiet in überwiegend ostsüdöstlicher Richtung. Er mündet gegenüber von Tiputini in den Río Napo. Der Río Cocaya, ein rechter Nebenfluss des Río Aguarico, bildet die Grenze im Nordosten.
Die Parroquia Tiputini grenzt im Osten und im Süden an die Parroquia Nuevo Rocafuerte, im Westen an die Parroquia Cononaco, im Nordwesten an die Parroquia Capitán Augusto Rivadeneira, im Norden an die Parroquia Santa María de Huiririma sowie im äußersten Nordosten an die Parroquia Yasuní.

## Geschichte
Die Parroquia Tiputini wurde am 30. April 1969 gegründet. Am 8. September 2001 verlegte der damalige Alcalde Cox den Sitz der Kantonsverwaltung vom 20 km südöstlich gelegenen Nuevo Rocafuerte nach Tiputini. Bei einem Referendum am 8. Juni 2008 wurde der neue Verwaltungssitz bestätigt. In der Folge wurde am 5. Dezember 2011 Tiputini aufgewertet und zu einer Parroquia urbana erklärt.

## Ökologie
Das Areal südlich und westlich des Río Tiputini liegt innerhalb des Nationalparks Yasuní.